# Sergio de la Cuadra
Sergio de la Cuadra Fabres (Santiago, 5 de enero de 1942-ibíd,[cita requerida] 5 de octubre de 2021) fue un economista y político chileno, militante de la Unión Demócrata Independiente (UDI). Fue presidente del Banco Central de su país y ministro de Hacienda durante la dictadura militar del general Augusto Pinochet.

## Familia y estudios
Nació en Santiago de Chile el 5 de enero de 1942, hijo de Adriana Fabres Pinto y del exministro y exdiputado radical Marco Antonio de la Cuadra Poisson, hermano de Arturo de la Cuadra Poisson, quien fuera intendente de las provincias de Aysén y Magallanes. Realizó sus estudios superiores en la carrera de ingeniería comercial en la Pontificia Universidad Católica de Chile (PUC), y luego alcanzó un máster y un doctorado por la Universidad de Chicago.
En 1966 se casó con Pabla Emilia Fontaine Andrade, con quien tuvo cuatro hijos: Francisco Javier (ingeniero comercial), Juan Carlos (médico cirujano), Natalia y Paula.

## Vida profesional
Miembro de los llamados Chicago Boys, participó en la dirección económica de Chile durante la dictadura militar del general Pinochet.
Ocupó el puesto de vicepresidente del Banco Central entre 1977 y 1981, y presidente de dicha entidad desde ese último año hasta el 22 de abril de 1982, abandonándolo al ser nombrado por Pinochet como ministro de Hacienda, función que fungió hasta el 30 de agosto de ese mismo año. Luego de su paso por la cartera fiscal, se integró a las comisiones legislativas de la Junta Militar de Gobierno de la dictadura.
Entre otras actividades, actuó como socio y presidente de Forecast Consultorías e Inversiones S.A, empresa de asesoría económica que fundó junto al economista Ángel Cabrera. También, fue un activo impulsor del mercado de capitales chileno a través de varios artículos sectoriales. Ejerció como director de varias empresas, entre ellas, el Banco de Chile, del que formó parte del directorio que se hizo cargo del Banco tras quebrar en la crisis de los años 1980; fue su director entre 1987 y 1989.
Asimismo, participó en los directorios de la Bolsa Electrónica de Chile, Sociedad Química y Minera de Chile (Soquimich), Viña Concha y Toro, Banco Monex, Iansa, Pesquera Itata (siguió después en Blumar que nace de la fusión de Itata con el Golfo), Ceresita, Petroquim y Forestal y Papelera Concepción. También fue miembro del Consejo de la Economía y de Administración Facultad de Ciencias de la Pontificia Universidad Católica, y se desempeñó como consultor internacional de varios países de Latinoamérica.